# Марк Валерій Мессала (консул 188 року до н. е.)
Марк Валерій Мессала (лат. Marcus Valerius Messalla; ? — після 167 до н. е.) — політичний, державний та військовий діяч часів Римської республіки, консул 188 року до н. е.

## Життєпис
Походив з патриціанського роду Валеріїв. Син Марка Валерія Максима Мессали, консула 226 року до н. е. Про молоді роки немає відомостей. 
У 210 році був префектом флоту, на чолі якого діяв біля Сицилії проти карфагенян (в цей час тривала Друга Пунічна війна).
У 195 році до н. е. став курульним еділом. У 193 році до н. е. став претором у справах іноземців. У 190 році до н. е. балотувався на посаду консула на 189 рік до н. е., проте програв. Наступного року виграв вибори, ставши у 188 році до н. е. консулом разом з Гаєм Лівієм Салінатором. Як провінцію отримав Лігурію.
У 181 році був легатом проконсула Луція Емілія Павла Македоніка, який придушував повстання лігурійців. У 174 році до н. е. був у складі посольства до Персея, царя Македонії. У 172 році до н. е. увійшов до колегії квіндецемвірів. Остання згадка про нього датується 167 роком до н. е.